# Boeing Model 1
Le Boeing Model 1, aussi connu sous le nom de B & W Seaplane, est un hydravion biplan monomoteur américain. Il est le premier Boeing produit et réalisé par ses concepteurs, William Boeing et George Conrad Westervelt (en).

## Développement
Le premier B & W est construit en juin 1916 dans le hangar à bateau de Boeing au lac Union à Seattle, Washington. Il est fabriqué en bois, avec du fil de contreventement, et est recouvert de draps. Il est similaire aux avions d'entraînement Martin que Boeing acquiert, mais le B & W possède de meilleurs pontons et un moteur plus puissant. Le premier B & W est nommé Bluebill, et le second est nommé Mallard. Ils ont effectué leur premier vol respectivement le 29 juin 1916 et en novembre de la même année.

## Histoire des opérations
Les deux B & W sont proposés à la United States Navy. Quand la Navy décide de ne pas les acheter, Boeing les vend à la New Zealand Flying School (en), ce qui constitue sa première vente en tant que constructeur aéronautique. Le 25 juin 1919 le B & W établi un record de Nouvelle-Zélande en atteignant une altitude d'environ 2 000 m (6 500 ft). Le B & W sera plus tard utilisé comme avion postal. Il devient le premier avion postal officiel le 16 décembre 1919 en Nouvelle-Zélande.

## Opérateur
Nouvelle-Zélande
- New Zealand Flying School (en)